# David Bedford (athlétisme)
David « Dave » Bedford  (né le 30 décembre 1949 à Londres) est un athlète britannique spécialiste des courses de fond. Il est devenu par la suite directeur général du Marathon de Londres.

## Carrière
Vainqueur du Cross des nations et de la 1re édition des Foulées rennaises en 1971, il participe aux Jeux olympiques de 1972 où il se classe 6e du 5 000 mètres et 12e du 10 000 mètres.
Il améliore à deux reprises le record d'Europe du 5000 mètres : tout d'abord, à Édimbourg, en 13 min 22 s 2, puis, à Londres, le 14 juillet 1972, en 13 min 17 s 2.
Le 13 juillet 1973 à Londres, David Bedford établit un nouveau record du monde du 10 000 m en 27 min 30 s 8, améliorant de près de huit secondes l'ancienne meilleure marque mondiale détenue depuis 1972 par le Finlandais Lasse Virén.

## Palmarès
| Date | Compétition       | Lieu            | Résultat | Épreuve       |
| ---- | ----------------- | --------------- | -------- | ------------- |
| 1971 | Cross des nations | Saint-Sébastien | 1er      | Cross-country |
| 1972 | Jeux olympiques   | Munich          | 12e      | 5 000 m       |
| 1972 | Jeux olympiques   | Munich          | 6e       | 10 000 m      |

## Records

### Records personnels
| Épreuve  | Performance    | Lieu | Date |
| -------- | -------------- | ---- | ---- |
| 5 000 m  | 13 min 17 s 21 |      | 1972 |
| 10 000 m | 27 min 30 s 80 |      | 1973 |

### Record d'Europe
- Il bat le record d'Europe du 3 miles en 1971 à Stockholm en 12 min 58 s 2 (ancien record détenu par le Hongrois Mecser en 13 min 3 s 4)